# Río Turbio (vattendrag i Chile, Región de Aisén, lat -44,31, long -72,03)
Río Turbio är en flod  i Chile.   Den ligger i regionen Región de Aisén, i den södra delen av landet, 1 200 km söder om huvudstaden Santiago de Chile. Río Turbio ligger vid sjön Lago Verde.
I omgivningen kring Río Turbio växer i huvudsak blandskog och området är nästan obefolkat, med mindre än två invånare per kvadratkilometer.